# 植田文博
植田 文博（うえだ ふみひろ、1975年 -）は、日本の小説家・推理作家。熊本県生まれ。東京都在住。
2013年、「フロンタルローブ」で第6回ばらのまち福山ミステリー文学新人賞を受賞。2014年、同作を改題した『経眼窩式』で小説家デビュー。選考委員の島田荘司は「この物語の優れた点は、公的には滅んだと思われていたこの術式（ロボトミー）を、昨今話題の「貧困ビジネス」と結びつけ、現実社会に置いてみせて、生じるであろうさまざまな悲劇をシミュレーションして見せた、まれな着眼にある」と評した。『ミステリが読みたい!2015』（早川書房）で新人部門第3位入選を果たす。

## 作品リスト

### 単行本
- 経眼窩式（2014年5月 原書房）
- エイトハンドレッド（2015年5月 原書房）
- 原宿コープバビロニア――心臓のように大切な（2017年8月 原書房）
  - 改題・改稿「99の羊と20000の殺人」（2019年8月 実業之日本社文庫）

### アンソロジー収録作品
- 「これは私の物語」 - 『三毛猫ホームズと七匹の仲間たち』（論創社、2019年7月）